# Olga Perederiy
Olga Perederiy, née le 12 avril 1994 à Zaporijjia, est une joueuse internationale ukrainienne de handball, évoluant au poste de pivot.

## Carrière
À l'âge de 18 ans, elle quitte l'Ukraine et le club de Karpaty Oujhorod en 2012, pour rejoindre le Rostov-Don. Elle passe trois saisons en Russie.
En sélection, elle participe avec l'équipe nationale d'Ukraine au championnat d'Europe 2014, mais est éliminée dès le premier tour.
Avec Rostov-Don, elle atteint la finale coupe de l'EHF 2015 et remporte le titre de championne de Russie la même année.
De 2015 à 2017, elle évolue en Slovaquie avec le Iuventa Michalovce et y remporte deux titres de championne.
Elle rejoint ensuite la Slovénie et le RK Krim. En deux saisons, elle remporte à nouveau deux titres de championne. Avec Krim, elle réalise également deux saisons pleines en Ligue des champions où elle atteint le tour principal à deux reprises et inscrit 60 buts au total.
Pour la saison 2019-2020, elle s'engage avec le club français de Metz Handball. Malgré une préparation tronquée, elle s'acclimate rapidement dans son nouveau club et impressionne pour ses premiers matchs, tant par son apport défensif qu'offensif (21 buts en 21 tirs sur les cinq premières journées de championnat.
En 2021, après deux saisons au Metz Handball, elle est contrainte de mettre un terme à sa carrière à seulement 27 ans en raison de douleurs « insupportables » au genou droit.

## Style de jeu
Lors de son recrutement à Metz, le staff met en avant la qualité de son jeu en défense et son excellente prise de balle,. Ses adversaires louent également ses qualités en attaque, à l'instar de Frédéric Bougeant, qui l'a affrontée lorsqu'il dirigeait Rostov-Don. De plus, elle possède, à seulement 25 ans, une belle expérience internationale, ayant déjà évoluée dans les championnats ukrainien, russe, slovaque et slovène.

## Palmarès

### En clubs
compétitions internationales
- finaliste de la coupe de l'EHF en 2015 (avec Rostov-Don)

compétitions nationales
- championne d'Ukraine en 2012 (avec HC Karpaty Oujhorod)
- championne de Russie en 2015 (avec Rostov-Don)
- championne de Slovaquie en 2016 et 2017 (avec Iuventa Michalovce)
- championne de Slovénie en 2018 et 2019 (avec RK Krim)
- vainqueur de la coupe de Russie en 2013 et 2015 (avec Rostov-Don)
- vainqueur de la coupe de Slovénie en 2018 (avec RK Krim)